# Heribert Bruchhagen
Heribert Bruchhagen (né le 4 septembre 1948 à Düsseldorf) est ancien footballeur et entraîneur allemand. Il est l'actuel président exécutif du Eintracht Francfort, un club de football allemand de 1re division, depuis le 1er décembre 2003.
Il commence sa carrière dans le football en tant que joueur entre 1969 et 1982 au FC Gütersloh, club dans lequel il deviendra entraîneur entre 1982 et 1988. Il entraînera aussi le SC Verl durant quelques semaines.
De 1988 à 1992, il fut manager général du FC Schalke 04 avant d'occuper le même poste au Hambourg SV entre 1992 et 1995 puis à l'Arminia Bielefeld entre 1998 et 2001. Après avoir travaillé dans ces 3 clubs, il est engagé par la fédération nationale pour occuper le poste de vice-président de la Ligue allemande de football.
Parallèlement à ses activités dans le monde du football, il enseigne la géographie et les sports entre 1977 et 1988 à Halle (Westf.), en Westphalie.